# Клермон-Ферранський собор
Клермо́н-Ферра́нський собо́р Вознесі́ння Ді́ви Марі́ї (фр. Notre-Dame de l’Assomption à Clermont-Ferrand) — католицький кафедральний собор, історична пам'ятка Франції, розташований у місті Клермон-Ферран в регіоні Овернь. Є центром Клермонської архідієцезії.
Зведений у XII столітті у готичному стилі, на місці старої церкви. Розташований на верхівці пагорба, на Пляс-де-ла-Віктуар (фр. place de la Victoire), в історичному центрі міста. Будівля собору цілковито споруджена з чорної вулканічної породи і тому добре помітна здалеку. Висота шпилів собору становить близько 100 метрів.
У 1095 році тут пройшов Клермонський собор, на якому папа Римський Урбан II оголосив Перший хрестовий похід.

## Історія

### V–X століття
За часів Римської імперії на місці Клермон-Феррана було поселення племені арвернів. У V столітті єпископ цього поселення, Намацій, заклав фундамент першого собору, що дозволило місцевій християнській громаді вийти за межі свого кварталу-гетто, лат. «vicus christianorum». Намацій присвятив цей храм святим Віталію та Агріколі, мощі який він привіз з Равенни. З опису Григорія Турського відомо, що то була споруда у формі базиліки, завдовжки 43 метри, декорована мармуром. В проєкції будівля мала неф з двома декорованими бічними нефами, трансепт і 70 колон. Церква була знищена у 760 році військами короля франків Піпіна Короткого. Можливо, шкодуючи за зробленим, Піпін передав значну грошову компенсацію єпископу Адеберту для оплати відбудовних робіт, які тривали з 764 по 768 рік. Друга церква, втім, також була зруйнована, але вже норманами у 915 році.

### Романський собор
Єпископ Стефан II наказав побудувати третій кафедральний собор у романському стилі. Новий собор був освячений у 946 році. Ця будівля розташовувалася у центрі єпископського кварталу Клермона, оточеного галло-романськими оборонними укріпленнями, і вважалася шедевром релігійної архітектури того часу, можливо, ставши прототипом для багатьох церков в Оверні.
Цей собор був майже повністю зруйнований перед будівництвом наступного готичного собору; від старої будівлі залишилися лише романський фасад, що проіснував до 1851 року, та крипта, знайдена у XIX [[]]столітті після чергових будівельних робіт. Сучасний вигляд романської крипти значно відрізняється від первісного, проте вона зберегла своє планування з вінцем з чотирьох каплиць, що розходяться з деамбулаторія, засипаного землею при будівництві готичного собору. Досі можна знайти ділянки змішаної кладки, скріплені будівельним розчином, де присутні кам'яні блоки з античних будівель, як необроблені, так і тесані камені. Спеціалісти Клермонського університету провели низку досліджень з метою точного встановлення часу спорудження цієї крипти, яка неодноразово перебудовувалася в ході різних реставраційний кампаній. Каплиці крипти вважалися приватними та використовувалися з метою поховання. Багато фрагментів дощечок з огорожі хорів, узятих із собору каролінгської епохи, були знову використані при наступних перебудовах собору.

### Зведення готичного собору

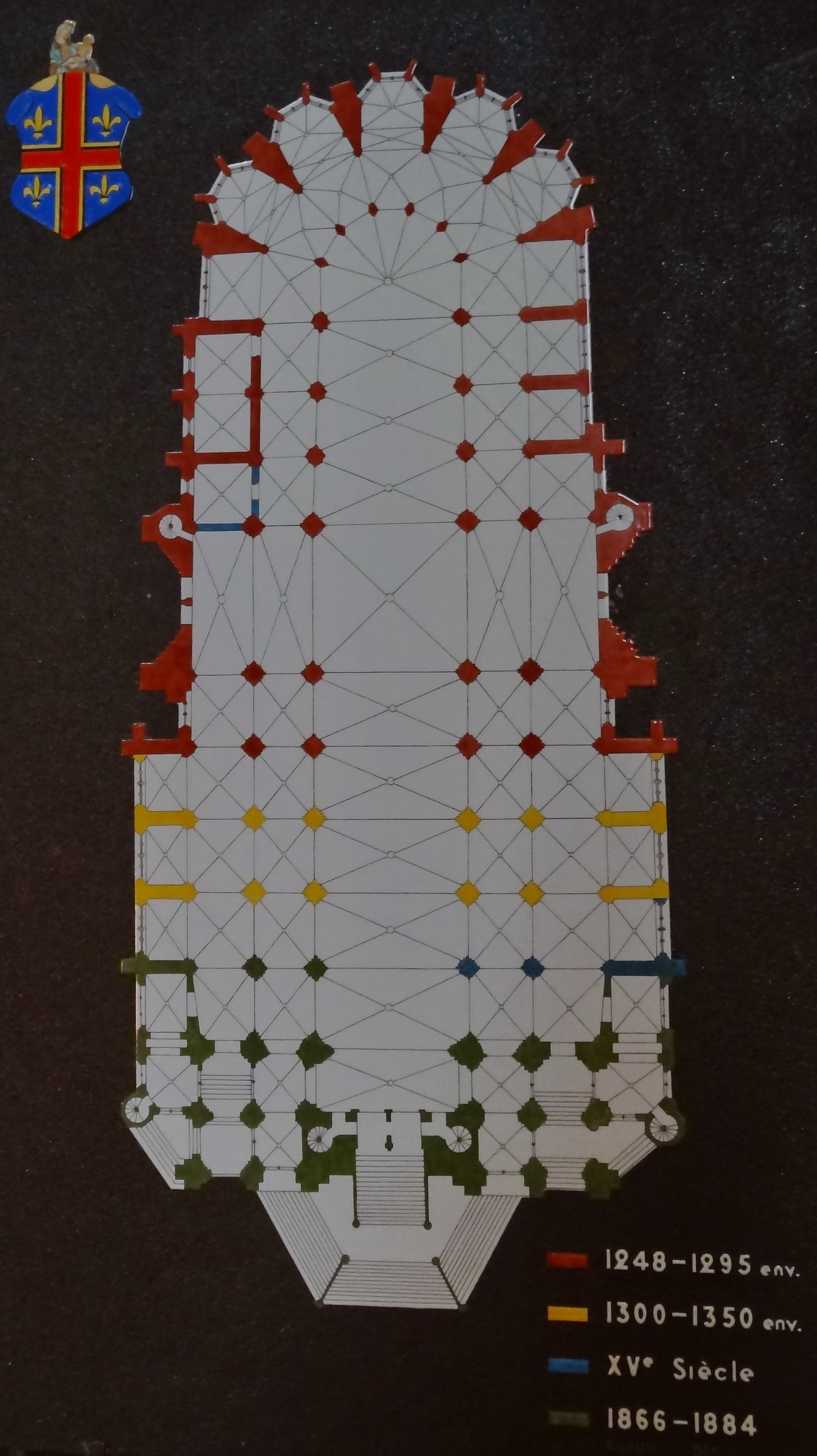
План собору із хронологією будівництва

У 1248 році єпископ Юг де ла Тур дю Пен вирішив збудувати на цьому місці новий кафедральний собор. На це його надихнула паризька каплиця Сент-Шапель, яку єпископ бачив під час своєї подорожі до Парижу. Зведення церкви у модному в ті часи готичному стилі мало закріпити головну роль Клермона, що знаходився під владою єпископа, у порівнянні з містом Ферран (тоді вони були розділені), що належало графам Оверні.
Зведення нового собору доручили архітекторові Жану Дешаму (фр. Jean Deschamps). Той одночасно працював також над зведенням соборів Нарбонна та Льєжа, що пояснює довготривале будівництво собору в Клермоні. Під впливом соборів Бове і Ам'єна, архітектор Дешам розробив оригінальним проект, в якому вікна будівлі не займали увесь простір між опорами, а також було відсутнє хрестове аркове склепіння, натомість світло проникало б всередину через вікна в апсиді.
Головною характерною особливістю будівлі є матеріал, використаний для його зведення — магматична гірська порода типу трахіандезіту, яка мала темний похмурий колір, за що брати Гонкур згодом дали соборові прізвисько «Собор вуглевипалювачів». Втім, міцність цього матеріалу дали змогу звести високі стрункі опори будівлі.
У 1262 році у частково зведеному кафедральному соборі з великою пишністю пройшла церемонія одруження майбутнього короля Франції Філіпа III Сміливого з інфантою Арагона Ізабеллою, тоді ж, можливо, коштами короля Людовика Святого, в соборі було встановлено частину вітражів, що нагадують вітражі паризької каплиці Сент-Шапель.
До 1295 року були зведені хори, трансепт і початок нефа. Після смерті Жана Дешама, його роботу продовжив його син П'єр. До 1325 року він працював над перехресним склепінням трансепта. З 1325 по 1340 роки невідомим майстром були зведені вежі трансепта. У 1340–1355 роках будівництвом собору керував П'єр де Себаза, який до цього зводив церкву в оверньському містечку Ла-Шез-Дьє. Він добудував ще три прогони нефа, які з'єднали собор із фасадом старої романської церкви Стефана II, однак Столітня війна завадила йому завершити будівництво. Протягом війни був зведений лише новий дверний проріз входу до скарбниці собору.
У XIV столітті в трансепті собору з'явилися два вікна-«троянди», кожне з яких завширшки 8,5 м. Між 1444 та 1474 роками над хорами був встановлений кам'яний шпиль, зруйнований після 1741 року. У 1507–1512 роках стелю собору було піднято та вкрито свинцем. Через нестачу коштів довелося відмовитися від оформлення фасаду в стилі полум'янистої готики.

### XVIII–XX століття
Під час Великої французької революції революціонери намагалися зруйнувати собор, але бенедиктинцю Вердьє-Латуру вдалося переконати їх, що церковна будівля є чудовим місцем для громадських зборів. Однак, все ж таки революціонери знищили лекторій, емпори, вівтар, статуї та меблі (окрім пасхального канделябра роботи Філіпа Каффієрі). Також були зруйновані три вежі трансепта. Вежу Байєтт не чіпали через сугубо практичну причину: на вежі містився годинник. Примітною виявилася доля амвона: його повністю демонтували і використали матеріал для фасаду будинку № 46 по вулиці rue Fontgiève.
У 1851 році романський фасад старої церкви часів Стефана II був зруйнований гарматним вогнем.
У 1866 році почалася реконструкція собору, за проектом французького ідеолога неоготики Віоле-ле-Дюка, його учнем Анатолем де Бадо. У 1884 році завершилося зведення останнього прогону нефа, притвору і західного фасаду із двома гостроверхими шпилями, а на початку XX століття споруджено монументальні сходи для компенсації різниці в рівнях з вулицею rue des Cras. Цікаво, що саме в ході цієї реконструкції був зруйнований будинок, де народився Блез Паскаль.

## Архітектура

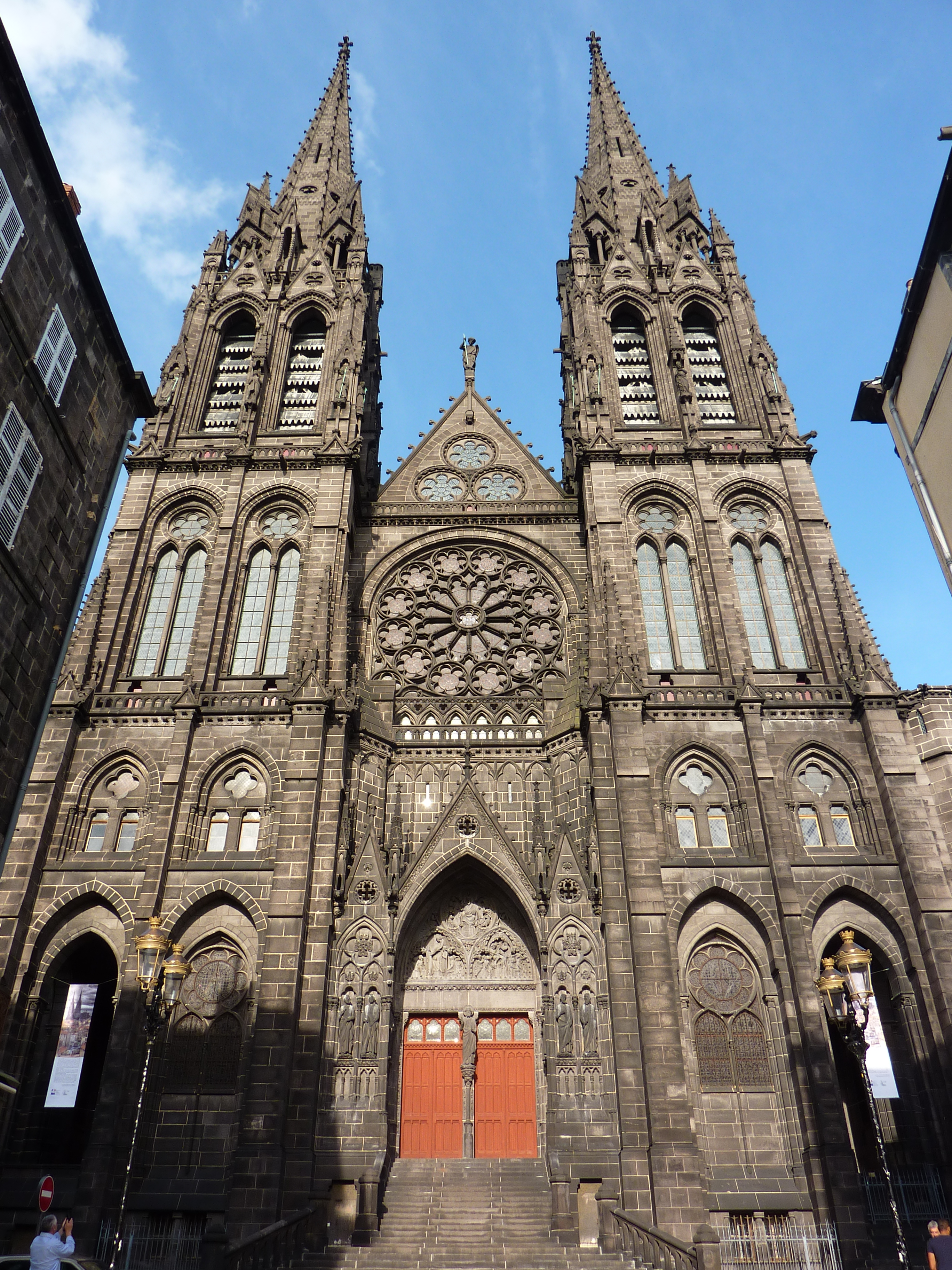
Фасад собору

### Розміри собору
- Повна довжина: 99 м
- Довжина хорів: 36 м
- Довжина нефа і трансепта: 46,75 м
- Ширина трансепта: 32,70 м
- Висота в середохресті: 28,70 м
- Висота бічних трансептів: 14,30 м
- Висота вежі Байєтт: 50,70 м
- Висота шпилів: 108 м

### Інтер'єр

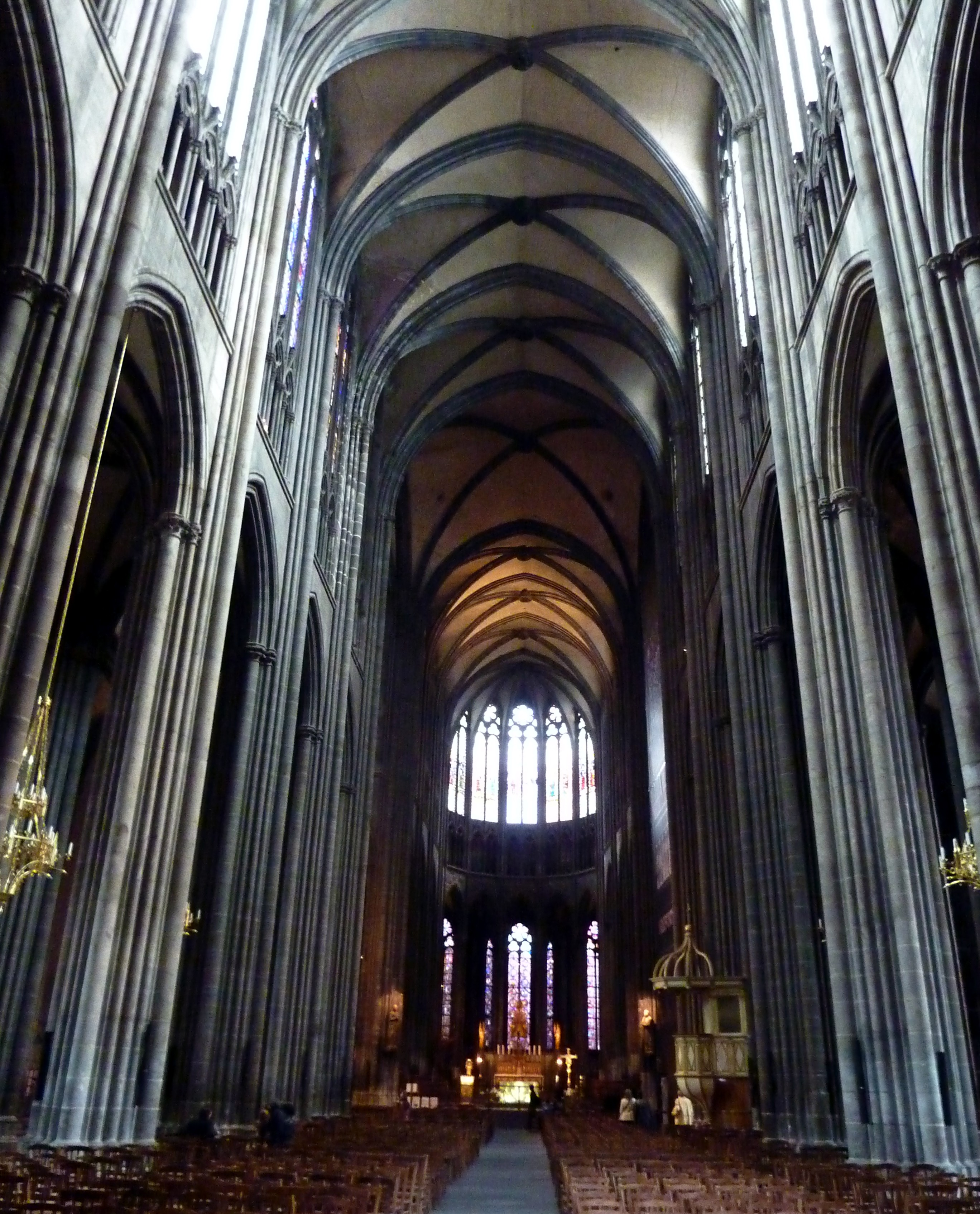
Інтер'єр собору

У крипті собору розташовані два античних саркофаги, один з яких датований IV століттям, а інший — V або VI століттям. Обидва саркофаги прикрашені рельєфами на біблейські мотиви. На старішому саркофазі, виготовленому з каррарського мармуру, також є рельєф, що зображає поховальну процесію з небіжчицею, що молиться, в центрі композиції. На новішому саркофазі, який спочатку слугував вівтарем, зображені Христос і дванадцять апостолів, викарбувані в окремих нішах.
На сходах, що ведуть до деамбулаторія, збереглися варті уваги фрески XIII століття, на яких зображені сцени з Євангелія, зокрема, нагодовування народу п'ятьма хлібами та благовіщення пастухів. Деякі фрески частково стерті.
У скарбниці собору представлені коштовні літургійні предмети та скульптурні групи, серед який виділяється серія оверньських мадонн з дитиною.

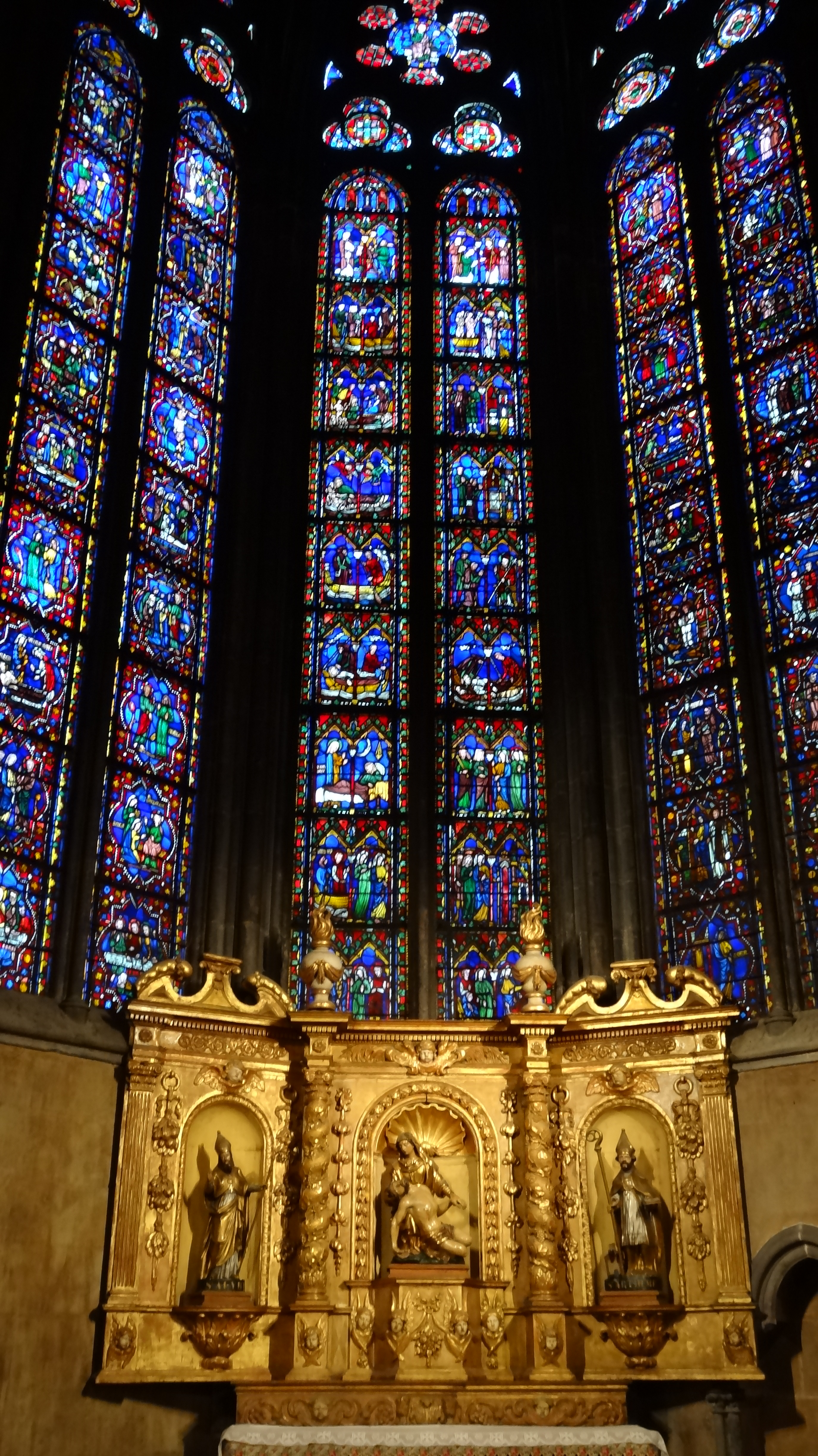
Вітражі каплиці святої Марії Магдалини

Трансепт собору прикрашений двома вікнами-«трояндами» XIV століття, кожне з яких вписане у правильний квадрат із сторонами 8,5 м. У північному крилі трансепта вікно оформлене переважно у пурпурово-фіолетових тонах, а вікно у південному крилі — в жовтогарячих. У північному крилі також знаходиться старовинний механічний годинник-жакмар, датований 1527 роком. Первісно, годинник знаходився в Іссуарі, і був придбаний містом Клермон для встановлення в церкві святого Жене, а після закриття церкви годинник передали до кафедрального собору. На годиннику зображені три статуї, які слугують прообразом Часу. У південних воріт трансепта знаходяться вертикальні надгробки каноніків собору.
Оригінальною прикрасою собору є шість барельєфів, що ілюструють чоловічі професії XIII століття — лісоруби, човнярі, каменярі, мулярі, пастухи та теслярі.
В хорах собору збереглося багато настінних розписів, характерних для мистецтва XIII століття. Перший розпис датований 1280 роком і зображає Діву Марію з дитиною, вкриту готичною едікулою; там же зображений і благодійник, який пожертвував гроші на розпис, у молитовній поставі. Справа від цього розпису вцілів фрагмент розпису 1302 року, де зображений небіжчик, також у молитовній поставі. Поверх частини обох цих фресок у 1452 році була виконана фреска в пам'ять про чоловіка на ім'я Жан Констав.
На вітражах хорів зображені сцени з життя святих, яким присвячені каплиці собору. Вітражі слід читати знизу вгору та зліва направо.
Майже кожна каплиця собору має своєрідне оформлення. Так, в каплиці святого Георгія зберігся настінний розпис, який зображує страждання святого та епіход Хрестового походу. Вітраж каплиці також ілюструє життя, страждання і дива святого Георгія. В каплиці Марії Магдалини також збереглися фрески XIII–XV століть, де стилізовано зображені святий Христофор і святий Себастьян. Каплиця святої Анни вважається поховальною каплицею єпископів Клермона, найстаріші плити в ній датовані XII століттям і використовувалися повторно.